# Chen Balbus
Chen Balbus (în ebraică חן בלבוס; n. 2 octombrie 1992, în Bat Yam) este un chitarist și compozitor israelian, membru al trupelor Orphaned Land și The Secret Saints. În trecut, Balbus a fost component al formațiilor From Nihil și Tales From the Morgue și a participat la înregistrări în studio pentru trupa Edenwar.
Chen este fratele lui Oren Balbus, solistul vocal al trupei Eternal Gray.

## Discografie

### cu Orphaned Land
Albume de studio
- Unsung Prophets & Dead Messiahs (2018)
- Kna'an (2016)
- All Is One (2013)

EP
- Sukkot in Berlin (2015)

Single
- All Is One / Brother (2013)

### cu The Secret Saints
Albume de studio
- The Demo Sessions (2018)